# Grottes du Pech-de-l'Azé
Ne pas confondre avec les grottes d'Azé sur la commune d'Azé, Saône-et-Loire.
Pour les articles homonymes, voir Azé.
Les grottes du Pech-de-l'Azé sont un gisement préhistorique situé sur la commune française de Carsac-Aillac, dans le département de la Dordogne, en région Nouvelle-Aquitaine.
Pech-de-l'Azé I est un site de référence pour le Paléolithique moyen régional.

## Situation
Les grottes se trouvent au nord-ouest de Carsac-Aillac, près de la D704 menant à Gourdon. Le site inclut cinq grottes, Pech I à Pech V, situées dans la vallée de l'Énéa, petit tributaire de la Dordogne en rive droite.
Elles sont à une dizaine de kilomètres de la grotte du Roc de Combe sur Payrignac, dans le Lot ; les deux sites sont souvent considérés similairement.
Du point de vue géologique, elles occupent la même position que la grotte du Roc de Combe : en bordure Est du bassin aquitain, entre les formations du Crétacé supérieur du Périgord et les plateaux jurassiques du Quercy,.

## Historique des fouilles et travaux
En 1816 François Jouannet découvre Pech-de-l'Azé I. L'abbé Audierne y fait des fouilles en 1828, et É. Lartet et H. Christy en 1864.
Le Pech-de-l'Azé I est fouillée en 1909 par Capitan et Peyrony, qui y trouvent les restes d'un crâne de jeune enfant.
En 1927 le site est classé Monument historique.
Pech-de-l'Azé I est fouillée de nouveau par Raymond Vaufrey (1929-1930), puis par Maurice Bourgon et François Bordes (1949-1953),,. Bourgon et F. Bordes découvrent Pech-de-l'Azé II en 1949. Bordes (1954) définit 10 niveaux archéologiques, la couche 1 étant la plus récente
François Bordes fouille de nouveau le site en 1970-1971. En 1973 H. Laville détermine vingt niveaux chrono-stratigraphique des dépôts - essentiellement en subdivisant les 10 niveaux définis par F. Bordes. F. Bordes (1975) y définit une nouvelle variante peu commune du Moustérien : l'Asinipodien, allant de ~82 000 ans à ~70 000 ans (SIO 5a à 4).
Des analyses micromorphologiques (Goldberg 1979) puis chronologiques (Grün & Stringer 1991, Grün et al. 1991, quatre-vingts dates ESR publiées sur les couches 2 à 9) pour Pech II amènent des contradictions avec les interprétations de F. Bordes (1954-1955) et de H. Laville (1973).
Entre-temps, en 1983 une datation Th / U par Schwarcz et Blackwell d'un plancher stalagmitique inclus dans la couche 2 de Pech II a donné 103 000 +30/-25.
En 1999 Soressi et al. entreprennent l'étude des matériaux issus des fouilles de 1970-71, dont les résultats étaient restés inédits,, et reprend les fouilles en 2004-2005 sur une petite surface pour compléter le matériel archéologique ; les quelque 10 m2 fouillés livrent presque 7 000 vestiges coordonnés,. 

Entre-temps, en 2000 J.-J. Cleyte-Merle, directeur du Musée national de Préhistoire, fait poser une grille autour du gisement afin de le protéger des intrusions ; et en 2005 un abri en bois de près de 100 m2 recouvert de bardage est installé pour protéger les témoins archéologiques des intempéries et de la végétation.

## Géologie

### Pech-de-l'Azé II
Texier, réexaminant en 2006 les événements géologiques survenus dans Pech II, détermine sept phases principales à l'évolution du site :
- Fin du Tertiaire ou du début du Quaternaire, âge incertain.
- Dépôts de sables fluviatiles endokarstiques âge incertain.
- Ruissellement et éboulement, avec gélisol peu profond - première partie du stade isotopique de l'oxygène 6 (SIO 6).
- Intensification du froid, éboulement prédominant, gélisol profond dans les dépôts sous-jacents - partie supérieure du SIO 6[Tex 6].
- Ruissellement prépondérant - SIO 5[Tex 6] (Würm I[Tex 2]).
- Transformation des sédiments antérieurs en une roche sédimentaire (évolution diagénétique), gélisol profond - SIO 4 ou/et 2.
- Importante bioturbation, phénomènes de carbonatation - SIO 1[Tex 6].

La datation des couches 9 à 5 selon F. Bordes est comprise entre la fin du SIO 7 et le début du SIO 5 ; celle des couches 4 à 2 vont de la fin du SIO 5 au début du SIO 3.

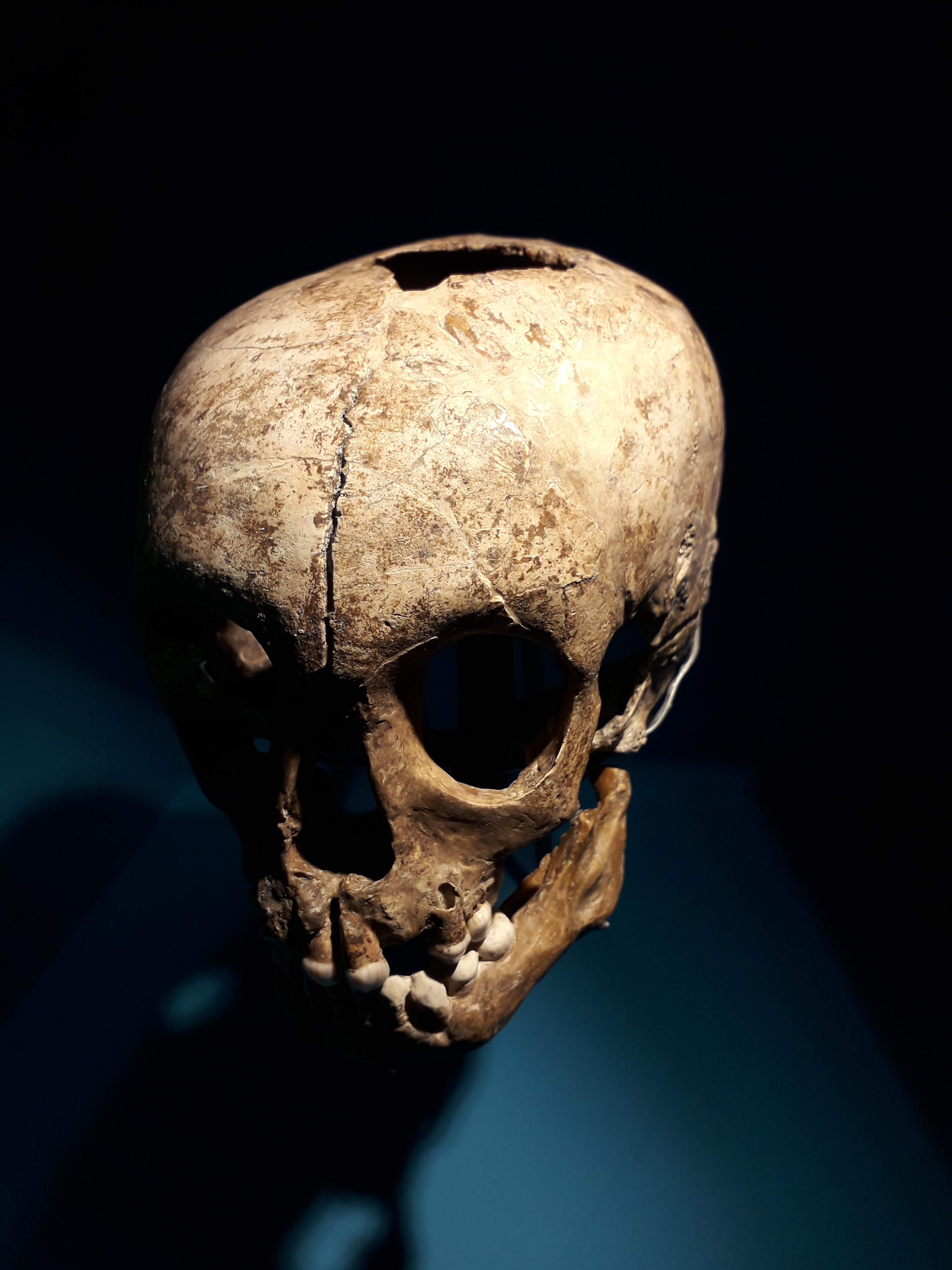
Enfant du Pech de l'Azé I

## Archéologie
Les grottes forment un gisement archéologique remontant au Moustérien de tradition acheuléenne (MTA) de type B.
Cette période se retrouve dans Pech-de-l'Azé I, qui a livré un fossile de crâne de jeune enfant néandertalien de cette période en bas de la couche 6. C'est le premier vestige humain du MTA de type B (exception faite d'une dent isolée). La couche 6 a été datée entre 37 000 et 51 000 ans ; le crâne est daté entre 41 000 et 51 000 ans.
Les dépôts rissiens et du Würm I ont été détruits au Pech de l'Azé I lors de l'interstade Würm I-II, et ne subsistent qu'au Pech de l'Azé II qui, moins bien exposé, avait été moins utilisé et est assez pauvre en vestiges archéologiques. La partie avant de la voûte de Pech II s'est effondrée après le Riss.
De nombreux foyers ont été découverts à des niveaux divers et à des emplacements variés, dont certains nettement à l'intérieur de la grotte ; ces derniers étaient donc placés encore plus vers l'intérieur à l'époque de leur usage. Au Pech II, les couches du MTA présentent des foyers « à queue », c'est-à-dire des dépressions contenant de la cendre et prolongées sur un bord par une mini-tranchée. Cette forme de foyer se retrouve ailleurs dans plusieurs lieux et périodes (Aurignacien I du Roc de Combe, couche IA de Corbiac, Solutréen de la grotte ornée d'Ambrosio (es).
Bordes signale pour Pech-de-l'Azé II un os gravé remontant au MTA et un os percé du Moustérien. Les « gravures » de l'os en question (un fragment de côte) sont en fait les empreintes naturelles de sillons vasculaires, mises en évidence par une analyse par microscopie optique et par MEB, et par sa comparaison avec des ossements actuels.

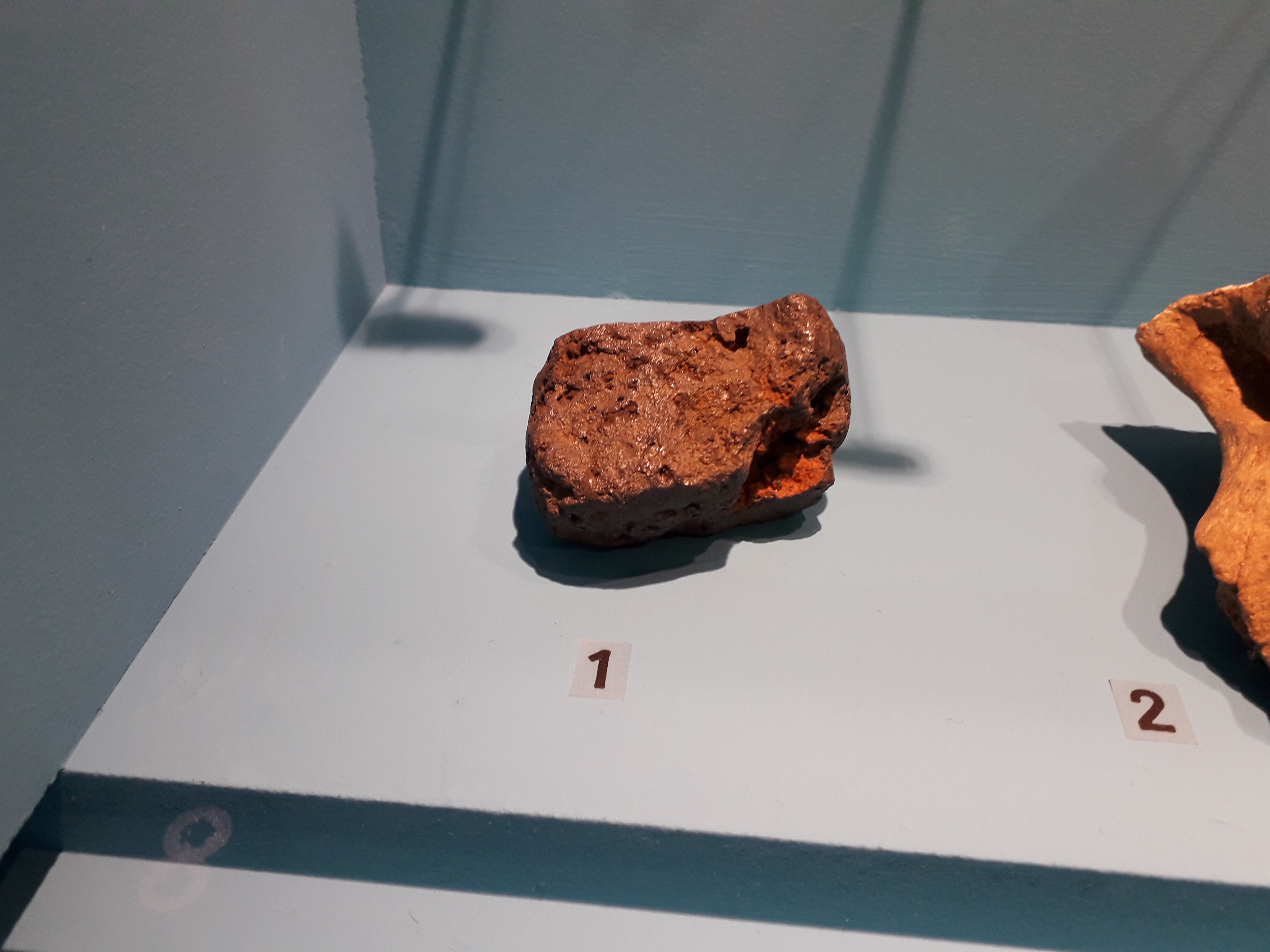
Bloc de pigments du Pech de l'Azé

## Pigments
Une grande quantité de pigments a été trouvée, de même que dans la grotte du Renne sur le site d'Arcy-sur-Cure (Yonne), et ailleurs.
Ainsi Pech I a livré plus de 250 blocs de dioxyde de manganèse utilisés.
Les pigments étaient utilisés sur les cuirs travaillés (vêtements, tentes), prouvant que bien avant l'apparition en Europe des peintures rupestres les néandertaliens savaient manier les matériaux colorants et qu'ils n'ont pas attendu l'Homo sapiens pour donner à leurs objets du quotidien une dimension symbolique.